# Mun Ji-hee
Pour les articles homonymes, voir Mun.
Mun Ji-hee (ou Mun Ji-hui), née le 2 août 1988 à Muju, est une biathlète sud-coréenne.

## Biographie
Elle fait ses débuts en Coupe du monde en fin d'année 2005 à Pokljuka. Elle marque ses premiers points durant la saison 2009-2010, qui voit aussi sa participation aux Jeux olympiques de Vancouver, où elle est 62e du sprint et 72e de l'individuel.
Aux Jeux olympiques d'hiver de 2014, elle est 74e du sprint et 69e de l'individuel.
Aux  Jeux olympiques d'hiver de 2018, elle est 82e du sprint, 78e de l'individuel et 18e du relais. Elle venait d'obtenir son meilleur résultat en Coupe du monde à Oberhof avec une trentième place au sprint.

## Palmarès

### Jeux olympiques
| Épreuve / Édition                | Individuel | Sprint | Poursuite | Départ en masse | Relais | Relais mixte                     |
| Jeux olympiques 2010 Vancouver   | 72e        | 62e    | -         | -               | -      | Épreuve inexistante à cette date |
| Jeux olympiques 2014 Sotchi      | 69e        | 74e    | -         | -               | -      | -                                |
| Jeux olympiques 2018 Pyeongchang | 78e        | 82e    | -         | -               | 18e    | -                                |

### Championnats du monde
| Épreuve / Édition             | Individuel | Sprint | Poursuite | Départ en masse | Relais | Relais mixte |
| Mondiaux 2008 Östersund       | -          | 73e    | -         | -               | -      | 19e          |
| Mondiaux 2009 Pyeongchang     | 94e        | 65e    | -         | -               | 17e    | 19e          |
| Mondiaux 2011 Khanty-Mansiïsk | 76e        | 74e    | -         | -               | 18e    | 26e          |
| Mondiaux 2012 Ruhpolding      | -          | -      | -         | -               | 24e    |              |
| Mondiaux 2015 Kontiolahti     | 76e        | 55e    | 51e       | -               | 25e    | 26e          |
| Mondiaux 2016 Oslo            | 70e        | 88e    | -         | -               | 23e    | 24e          |
| Mondiaux 2017 Hochfilzen      | 94e        | 73e    | -         | -               | 18e    | -            |
| Mondiaux 2021 Pokljuka        | 92e        | -      | -         | -               |        | -            |

### Coupe du monde
- Meilleur classement général : 85e en 2018.
- Meilleur résultat individuel : 30e.

#### Classements en Coupe du monde
| Saison    | Classement général final | Individuel | Sprint | Poursuite | Mass start |
| 2009-2010 | 101e                     | 78e        | -      | -         | -          |
| 2015-2016 | 104e                     | -          | 97e    | -         | -          |
| 2017-2018 | 85e                      | -          | 74e    | -         | -          |

Non classée lors des saisons : 2005-2006, 2006-2007, 2007-2008, 2008-2009, 2010-2011, 2011-2012, 2013-2014, 2014-2015, 2016-2017 et 2018-2019.